# Figli delle favole
Figli delle favole è il primo album in studio del cantautore italiano Matteo Faustini pubblicato il 6 febbraio 2020.

## Descrizione
L'album racchiude undici brani scritti da Matteo Faustini, che contempla il dualismo tra buoni e cattivi, come in una favola, da cui il titolo "Figli delle favole". Un album in cui nulla è lasciato al caso, ogni singola parola è scelta con cura.
L'album include La bocca del cuore, primo singolo pubblicato dal cantautore, e Nel bene e nel male, il singolo che porta Matteo Faustini in gara nella sezione Esordienti del Festival di Sanremo 2020.
Oltre a questi due brani, l'album raccoglie altre nove tracce, tra cui i singoli Vorrei (la rabbia soffice), Il cuore incassa forte e Il gobbo.
La produzione esecutiva è di Marco Rettani e Paola di Bari. Rettano figurano anche come autori dei brani, insieme alla stesso Faustini.
La produzione artistica è di Enrico Kikko Palmosi e Mario Natale.

## Tracce
1. La bocca del cuore – 3:35 (testo: Matteo Faustini – musica: Matteo Faustini)
2. Nel bene e nel male – 3:18 (testo: Matteo Faustini, Marco Rettani – musica: Matteo Faustini)
3. Sì, lei è – 3:39 (testo: Matteo Faustini, Marco Rettani – musica: Matteo Faustini)
4. Vorrei (la rabbia soffice) – 3:38 (testo: Matteo Faustini, Marco Rettani – musica: Matteo Faustini)
5. Il cuore incassa forte – 3:41 (testo: Matteo Faustini – musica: Matteo Faustini)
6. Figli delle favole – 3:33 (testo: Matteo Faustini, Marco Rettani – musica: Matteo Faustini, Enrico Kikko Palmosi)
7. Un po' bella un po' bestia – 3:26 (testo: Matteo Faustini, Marco Rettani – musica: Matteo Faustini)
8. Come lo stregatto – 2:58 (testo: Matteo Faustini – musica: Matteo Faustini)
9. Il gobbo – 3:27 (testo: Matteo Faustini – musica: Matteo Faustini)
10. Lieto fine? – 3:25 (testo: Matteo Faustini – musica: Matteo Faustini)
11. Nel bene e nel male (unplugged version) – 3:00 (testo: Matteo Faustini, Marco Rettani – musica: Matteo Faustini)

## Classifiche
| Classifica (2020) | Posizione massima |
| ----------------- | ----------------- |
| Italia            | 67                |